# Coronilla scorpioides
Coronilla scorpioides là một loài thực vật có hoa trong họ Đậu. Loài này được (L.) Koch miêu tả khoa học đầu tiên.

## Hình ảnh

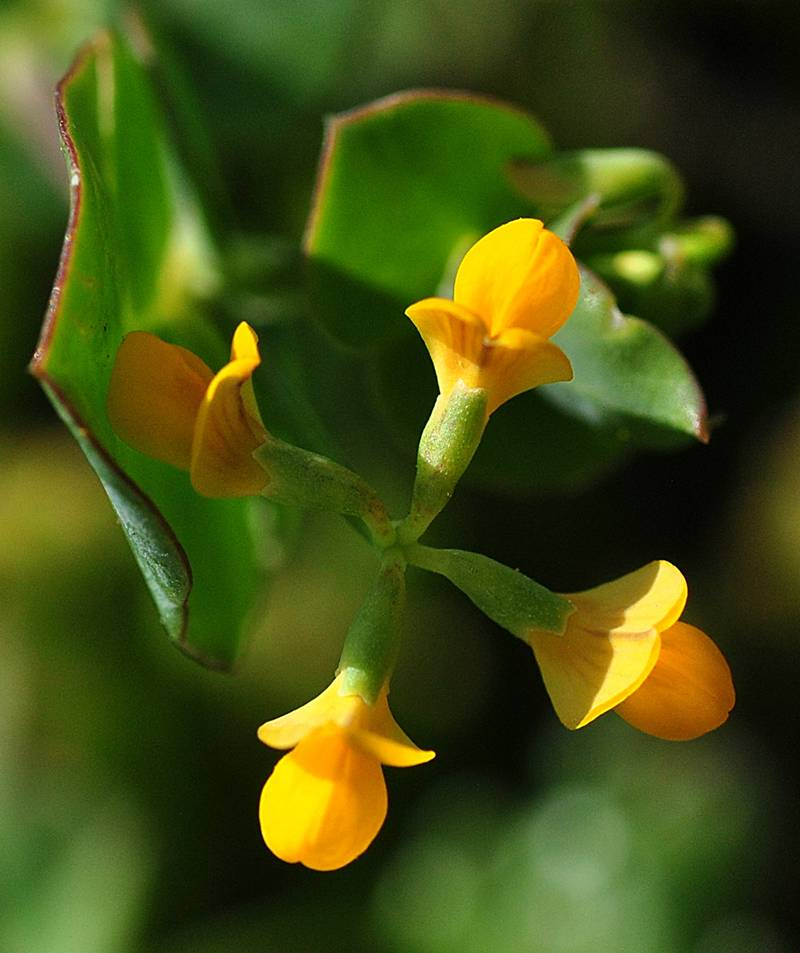
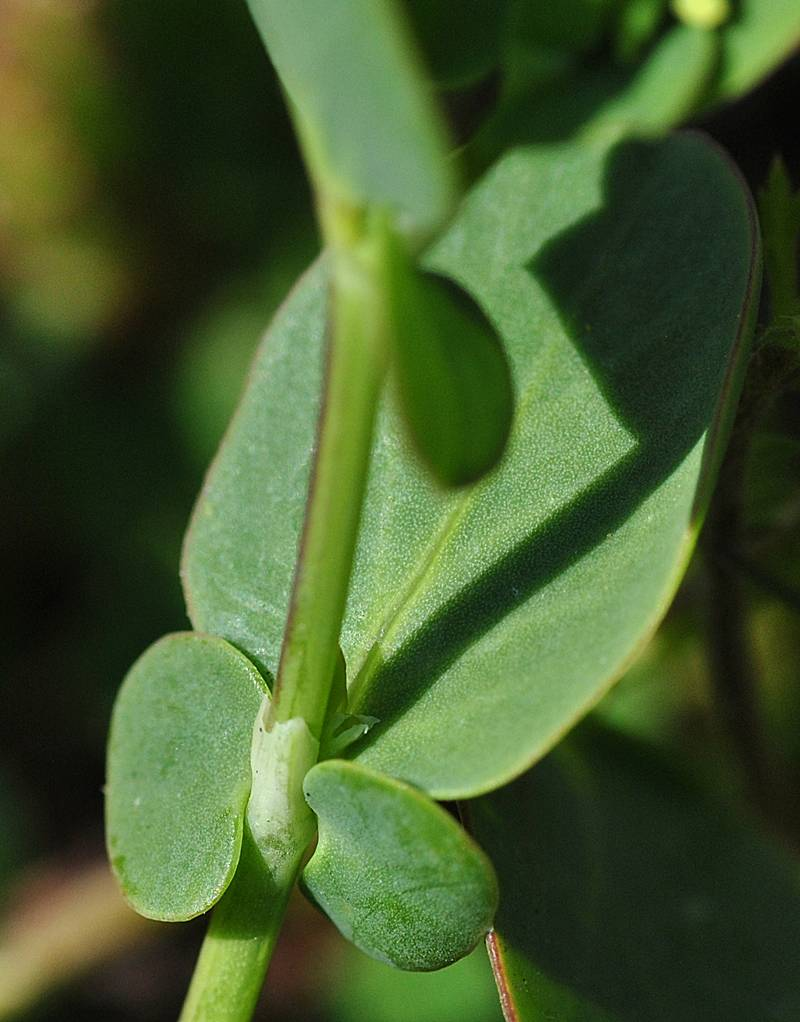
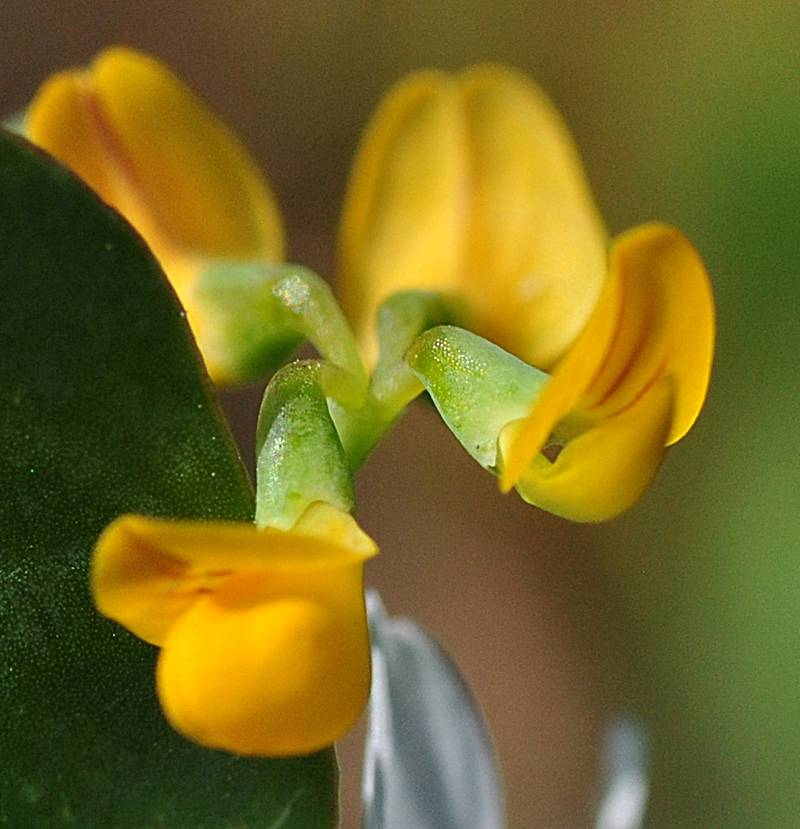